# Buttafuori (Italia)
Il buttafuori, in Italia, è un addetto ai servizi di sicurezza presso un locale pubblico, formalmente definito dalla legge "addetto al controllo delle attività di intrattenimento e spettacolo" o "operatore di sicurezza sussidiaria non armata".

## Storia
Nel corso degli anni svariati episodi di cronaca nera han riguardato tali soggetti, talvolta sfociati sul piano giudiziario, che hanno visto i buttafuori colpevoli o vittime di violenza, ciò nonostante la figura professionale non ha mai avuto in regolamentazione specifica, solo durante il governo Berlusconi IV venne emanata la legge 15 luglio 2009, n. 94 che identificava la possibilità di utilizzare personale addetto alla sicurezza per il controllo di attività d'intrattenimento e di spettacolo; in attuazione della predetta norma del 2009, è stato emanato dal Ministero dell'interno il 6 ottobre 2009 detto informalmente anche decreto buttafuori. che conteneva i requisiti del personale con relativi obblighi di formazione. Alcune disposizioni sono poi state previste nel decreto del Ministero dell'interno 1º dicembre 2010, n. 269, e dal postumo decreto del Ministro dell’interno 24 novembre 2016, che ha modificato il precedente del 2009.

## Disciplina generale
Secondo il decreto ministeriale del 2009, in ogni prefettura italiana competente è istituito apposito elenco nel quale deve esser iscritto il personale addetto ai servizi di controllo delle attività di intrattenimento e di spettacolo in luoghi aperti al pubblico o in pubblici esercizi, anche a tutela dell'incolumità delle persone in essi presenti e l'iscrizione in tale elenco è necessaria per lo svolgimento dei servizi, sono inoltre previsti requisiti psichici e fisici. Ai sensi dell'art. 2 l'elenco è soggetto a revisione biennale, e in ogni caso è necessario frequentare un corso di formazione professionale organizzato dalle regioni italiane. Ad essi è vietato portare armi (art. 6) e devono essere sempre riconoscibili secondo le disposizioni contenute nel medesimo decreto ministeriale (art. 7)
Il rapporto di lavoro del personale del settore è regolato dal CCNL Dipendenti delle Agenzie di Sicurezza Sussidiaria non armata e degli Istituti Investigativi (codice CNEL HV40 e codice INPS 291), firmato per la prima volta il 28 gennaio 2011 dalla principale associazione di categoria del settore della sicurezza privata italiana, ovvero l'"Associazione Italiana Sicurezza Sussidiaria" (A.I.S.S.)

## Requisiti
La domanda di iscrizione nell'elenco è presentata al prefetto a cura del gestore delle attività ovvero del titolare dell'istituto di investigazioni o di vigilanza. Il medesimo articolo di legge, elenca poi i requisiti richiesti per la relativa iscrizione all'albo degli addetti ai controlli:
- età non inferiore a 18 anni;
- idoneità psicofisica per lo svolgimento dell'attività di controllo di cui all'art. 5, assenza di uso di alcol e stupefacenti, accertate con visita medica pre-assunzione dal medico competente o dal dipartimento di prevenzione della ASL di competenza;
- non essere stati condannati, anche con sentenza non definitiva, per delitti non colposi;
- non essere sottoposti né essere stati sottoposti a misure di prevenzione, ovvero destinatari di provvedimenti di cui all'art. 6 della legge 13 dicembre 1989, n. 401;
- non essere aderenti o essere stati aderenti a movimenti, associazioni o gruppi organizzati di cui al decreto-legge 26 aprile 1993, n. 122, convertito dalla legge 25 giugno 1993, n. 205;
- diploma di scuola media inferiore;
- superamento del corso di formazione di cui all'art. 3 dello stesso decreto.

I requisiti psicofisici devono essere comprovati da documentazione medica presentata alla prefettura, e il loro accertamento è soggetto a rinnovo biennale. Il decreto del 2016 ha poi modificato alcuni requisiti; ad esempio ora è possibile esercitare l'attività anche in caso di denuncia e condanna penale negli ultimi cinque anni.

## Aree di attività
Lo stesso decreto all' art. 1 individua l'ambito di applicazione delle disposizioni, ovvero:
- nei luoghi aperti al pubblico ove si effettuano attività di intrattenimento e di pubblico spettacolo;
- nei pubblici esercizi;
- negli spazi parzialmente e temporaneamente utilizzati a fini privati, ma comunque inseriti in luoghi aperti al pubblico.

Quindi, le disposizioni si applicano alle attività di spettacolo in luogo aperto al pubblico (ad es. concerti musicali negli impianti sportivi, parchi di divertimento), nei locali di pubblico spettacolo e intrattenimento, indipendentemente dalla tipologia di attività svolta (ad es. discoteche, cinema, teatri), e nei locali che svolgono anche in maniera occasionale attività d'intrattenimento e spettacolo. Devono ritenersi, invece, essenzialmente esclusi dall'ambito di applicazione del provvedimento i pubblici esercizi in generale, dove non si svolge ordinariamente attività d'intrattenimento e/o di spettacolo.
In base al disposto dell'art. 4 alle attività teatrali e cinematografiche comporterebbe il coinvolgimento del personale di sala (cosiddette "maschere"), con la conseguente sottoposizione ai controlli ed alle verifiche previste dal d.m. di un numero elevato di persone senza, peraltro, apprezzabili benefici per l'ordine e la sicurezza pubblica. Pertanto, per le attività che presentano un minore impatto per l'ordine e la sicurezza pubblica, quali appunto quelle dei cinema e dei teatri, le prescrizioni del decreto in parola andranno a regolamentare esclusivamente il servizio di quella parte di personale addetto a svolgere il complesso di attività, unitariamente considerate, individuate dal citato articolo 5, a cui potranno essere attribuiti compiti di responsabilità di sala e coordinamento delle maschere. Tale interpretazione risponde a criteri di ragionevolezza, anche perché evita di gravare i gestori di dette attività d'intrattenimento degli oneri della formazione per personale che non necessariamente potrebbe essere reimpiegato.
Analoghe considerazioni valgono per gli addetti ai servizi di controllo dei parchi di divertimento e degli spettacoli viaggianti, riservando le funzioni di cui all'art. 5 del decreto al personale con funzioni di coordinamento degli addetti ai servizi di accoglienza ed assistenza.
Ove nei locali destinati alle citate attività si svolgano anche attività d'intrattenimento e spettacolo diverse da quelle a cui tali locali sono destinati, ai sensi del Decreto del Ministro dell'Interno 19 agosto 1996 (cosiddetta Regola tecnica), tutto il personale addetto ai servizi di controllo dovrà essere iscritto nell'elenco previsto dall'art. 2 del d.m. 6 ottobre 2009.

## Le funzioni previste
Le singole attività, con carattere di tassatività, consentite al buttafuori, sono elencate dall'art. 5 e sono così riassumibili:
- controlli preliminari (con l'osservazione sommaria dei luoghi per verificare la presenza di sostanze illecite o oggetti proibiti e l'obbligo di immediata comunicazione alle forze di polizia; la verifica che non ci siano ostacoli alle vie di fuga);
- controlli all'atto dell'accesso del pubblico (presidio degli ingressi e regolamentazione dei flussi di pubblico; controllo sommario visivo delle persone ed eventuale verifica di un valido titolo di accesso qualora previsto e del documento di riconoscimento);
- controlli all'interno del locale (attività generica di osservazione per la verifica del rispetto delle disposizioni, prescrizioni o regole di comportamento stabilite da soggetti pubblici o privati).

L'art. 3 comma 13 della legge 94/2009 prevede una sanzione amministrativa da 1.500 a 5.000 euro per chi svolge tali compiti in maniera difforme da quanto stabilito dalla legge e dal decreto attuativo, per chi impiega soggetti diversi da quelli iscritti nell'elenco oppure omette di dare al Prefetto la comunicazione di avvalersi del personale iscritto.